# Rolf Edling
Rolf Edling, né le 30 novembre 1943, est un escrimeur suédois.

## Palmarès
Jeux olympiques
- Champion Olympique d'épée par équipe 1976

Championnats du monde d'escrime
- Champion du monde d'épée individuelle 1973
- Champion du monde d'épée individuelle 1974
- Champion du monde d'épée par équipe en 1974
- Champion du monde d'épée par équipe en 1975
- Champion du monde d'épée par équipe en 1977
- Vice-champion du monde d'épée individuelle 1977
- Troisième des championnats du monde d'épée individuelle 1971
- Troisième des championnats du monde d'épée par équipe 1969
- Troisième des championnats du monde d'épée par équipe 1971
- Troisième des championnats du monde d'épée par équipe 1978

Coupe du monde d'escrime
- vainqueur des coupes du monde 1973 et 1974.